# Кичурлух
Кичурлух — бывшее село в Кулинском районе Дагестана.

## Географическое положение
Располагалось в 3 км к востоку от районного центра села Вачи.

## История
Располагалось в 3 км к
востоку от районного центра села Вачи. Проживали там Лакцы. Согласно народной этимологии в основу названия села Кичурлух легли
слова: кичур - «упрямый»,
 лух - «стан». Букв. «Стан упрямых»
В 1944 году все население села переселено в село Кишень-Аух (современное Чапаево) бывшего Ауховского района.
В соответствии с постановлением СНК СССР от девятого марта 1944 года № 255-74 с и распоряжением СНК СССР от 11 марта 1944 года № 5473 с. Советом народных комиссаров ДАСССР и бюро Дагобкома ВКП(б) от 13 марта 1944 года было принято постановление № 166/241 (§ 7), согласно которому надлежало переселить из Кулинского и Лакского районов по 600 хозяйств на территорию Ауховского района, откуда чеченцы были выселены в Казахстан и Среднюю Азию. Однако местные руководители перестарались и были переселены: из Кулинского района 737 хозяйств (3030 человек) и из Лакского района 781 хозяйство (2801 человек).
В частности, из Кулинского района были переселены все жители селения Кичурлух — сорок шесть хозяйств (339 человек).
Указом Президиума Верховного совета РСФСР от 07.06. 1944 г. Ауховский район переименован в Новолакский район, а село Кишень-аух в село Чапаево, в которое вошли село Кичурлух, с. Бярних, с. Чакал, с. Туккат, с. Чара и с. Уллауртти.
Более 100 жителей села Кичурлух были призваны на фронта Великой Отечественной войны и половина из них не вернулась.
1/3 переселенцев умерли в первые же два-три года от непривычных климатических условий, болезней и недоедания. Жителям села пришлось приложить много усилий для приведения обрабатываемых земель в пригодные для машинной обработки состояние путём выкорчевывания деревьев и кустарников. Всего таких земель окультурено 300 га. В 1952-54 гг.
В соответствии с законом РСФСР от 26 апреля 1994 года «О реабилитации репрессированных народов» III съезд народов Дагестана 23 июля 1994[уточнить] года принял решение переселить лакское население Новолакского района на земли, расположенные севернее города Махачкала. Это решение является опрометчивым и губительным для народа, так как указанные земли солончаковые, малоплодородные и непригодные для жизнеобеспечения населения. Более того, постановление не выполняется, финансирование строительства жилья и социально-культурной инфраструктуры из года в год срывается.
К изложенным выше бедам жителей села добавились более страшные. Так, рано утром пятого сентября 1999 года в село со стороны Чечни вторглась банда международных террористов во главе с Басаевым и Хаттабом.
Сельский народ был брошен на произвол судьбы. Председатель государственного совета Дагестана Магомедали Магомедов публично по телевизору и радио взывал народ продать последнюю корову, купить автоматы и вступить в бой с боевиками, а работники райотдела милиции во главе с начальником и липецкие ОМОНовцы спасались в здании райотдела милиции.